# Melba Liston

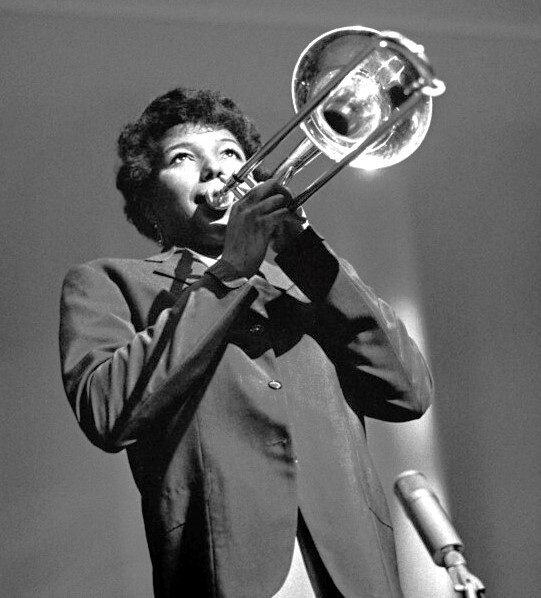
Melba Liston (1960)

Melba Doretta Liston (ur. 13 stycznia 1926 w Kansas City w stanie Missouri, zm. 23 kwietnia 1999 w Los Angeles) – afroamerykańska puzonistka, aranżerka i kompozytorka jazzowa. Była jedną z pierwszych kobiet i solistek grających na puzonie w big-bandach jazzowych lat 40.–60. XX wieku. Laureatka NEA Jazz Masters Award 1987.

Leonard Feather: Melba Liston jest wysoka, piękna... ma promienny uśmiech, który rozświetla pierwszych sześć rzędów na sali i gra na puzonie jak anioł.

## Życiorys
Wychowywała się w dwu miastach – Kansas City w stanie Missouri, gdzie mieszkała z matką – Lucille i Kansas City w stanie Kansas, gdzie mieszkali jej dziadkowie – Virginia i John Clarkowie. Od dzieciństwa rodzina sprzyjała jej zainteresowaniu muzyką. Mając siedem lat dostała puzon. Zobaczyła go w ofercie instrumentów obwoźnego sklepu muzycznego. Bardzo jej się spodobał jego wygląd, a że w jej szkole podstawowej miała powstać klasa muzyczna, postanowiła na nim grać. Była samoukiem, ale wiele czasu spędziła z dziadkiem gitarzystą amatorem, ucząc się grać utwory spiritual i folkowe. Choć wybrała instrument bardzo trudny do opanowania, już w wieku ośmiu lat grała na tyle dobrze, żeby wystąpić solo w lokalnej rozgłośni radiowej.
W 1937 razem z rodziną przeprowadziła się do Los Angeles. Chodziła do jednej klasy z Dexterem Gordonem i przyjaźniła się z Erikiem Dolphym (obaj w przyszłości zostali wybitnymi postaciami jazzu). Szybko trafiła pod skrzydła śpiewaczki i nauczycielki muzyki Almy Hightower. Przez cztery lata grała w jej młodzieżowej orkiestrze Melodic Dotes. Jednak mimo przyjacielskich relacji, ich drogi rozeszły się. Mając szesnaście lat bowiem postanowiła wbrew woli nauczycielki wstąpić do Związku Zawodowego Muzyków, żeby zacząć grać profesjonalnie. Zaraz potem wstąpiła do orkiestry Los Angeles’s Lincoln Theatre, prowadzonej przez byłego wokalistę i gitarzystę zespołu Chicka Webba Bardu Alego, w której występowała do jej rozwiązania w 1944. Następnie zatrudniła się w big-bandzie trębacza Geralda Wilsona, który wówczas odszedł z zespołu Jimmiego Lunceforda. Z orkiestrą Wilsona wyruszyła z Los Angeles w trasę koncertową. Kiedy dotarli do Nowego Jorku, jego big-band zajął w Apollo Theater miejsce opuszczone przez formację Duke’a Ellingtona. W Nowym Jorku dokonała w 1947 nagrań z małym zespołem Dextera Gordona, w którego grupie grywała jeszcze w Los Angeles. Saksofonista, doceniając jej talent, skomponował i dedykował jej utwór Mischievous Lady, który wspólnie nagrali.
Po rozwiązaniu w 1948 orkiestry Wilsona dołączyła wraz z nim do bebopowego big-bandu Dizzy’ego Gillespiego, w którym grali wówczas saksofoniści John Coltrane i Paul Gonsalves, oraz pianista John Lewis. Gillespie zwrócił na nią uwagę nie tylko ze względu na jej grę na puzonie. Przede wszystkim wrażenie na nim zrobił jej talent aranżacyjny, z którego często korzystał. W następnym roku jednak zawiesił działalność orkiestry. Krótko występowała z formacją Counta Basiego, a potem zaangażował ją Wilson, który otrzymał propozycję poprowadzenia zespołu towarzyszącego Billie Holiday podczas tournée na Południu Stanów Zjednoczonych. Trasa okazała się fiaskiem. Zniechęcona brakiem zainteresowania ich koncertami oraz przejawami zachowań rasistowskich, wycofała się z działalności muzycznej.
Przez trzy lata pracowała jako nauczycielka. Następnie objęła posadę urzędniczki. Uzupełniała swój budżet angażując się jako statystka w Hollywood. Pojawiła się obok Lany Turner jako harfistka w filmie Syn marnotrawny (The Prodigal, 1955) oraz jako członkini orkiestry pałacowej w słynnej ekranizacji Dziesięciorga przykazań (1956) w reżyserii Cecila B. DeMille’a.
W 1956 powróciła na estradę i do studia nagraniowego. Sprawił to Dizzy Gillespie, który przekonał ją do wzięcia udziału z jego big-bandem w światowym tournée organizowanym przez Departament Stanu i powtórzonym w 1957. Zaaranżowała wtedy dla orkiestry m.in. utwory Annie's Dance, My Reverie, Stella by Starlight i The Gypsy, które w jej orkiestracji zyskały duże uznanie i znalazły się na płytach. Wraz z big-bandem Gillespie’ego wykonała je także na Newport Jazz Festival ’57. Ponadto zagrała wówczas na puzonie pamiętne solo w utworze Cool Breeze. W 1958 założyła kwintet kobiecy, występując z nim w Nowym Jorku i na Bermudach. W kolejnym roku nagrała jako liderka album Melba Liston and Her ’Bones, który jest jej najbardziej cenionym dokonaniem fonograficznym. W 1959 odwiedziła również Europę z orkiestrą Quincy’ego Jonesa, byłego trębacza Gillespie’ego, sformowaną specjalnie na potrzeby przedstawienia Free and Easy. Przedsięwzięcie okazało się na tyle nieudane, że niektórzy muzycy nie mieli pieniędzy na powrót do kraju.
Pod koniec lat 50. nawiązała trwającą z przerwami ponad czterdzieści lat współpracę z pianistą Randym Westonem. Aranżowała dla niego kompozycje (głównie własne) na średnie i duże zespoły. Ponadto w latach 60. pracowała w Nowym Jorku jako freelancerka, aranżując muzykę i uczestnicząc w sesjach nagraniowych. Pełniła funkcje firmowej aranżerki oraz dyrygentki w wytwórni płytowej Riverside. Współpracowała z Miltem Jacksonem, Clarkiem Terrym, Johnnym Griffinem, Duke’em Ellingtonem, Countem Basie’em, Tonym Bennettem i grupą The Jazz Crusaders. Aranżowała także piosenki dla wykonawców firmy Motown takich jak Marvin Gaye i The Supremes. Pod koniec lat 60. ponownie przeniosła się do Los Angeles.
W latach 70. przebywała na Jamajce. Za radą Westona podjęła w 1973 pracę dydaktyczną na Uniwersytecie Indii Zachodnich (The University of the West Indies). Była dyrektorką wydziału muzyki popularnej w Jamaica Institute of Music w Kingston. Po powrocie do Los Angeles założyła żeński septet Melba Liston and Company, który w 1979 stał się główną atrakcją Kansas City Women’s Jazz Festival. Już w składzie damsko-męskim zespół działał do 1983.
W 1985 doznała udaru mózgu i została trwale sparaliżowana. Poruszała się za pomocą wózka ortopedycznego i nie była w stanie pracować. W latach 90. dzięki nowoczesnej technologii komputerowej mogła powrócić do aranżowania i komponowania. Zmarła po serii udarów w wieku 73. lat.

Randy Weston: Melba Liston była po prostu geniuszem, który miał bardzo oryginalny sposób pisania aranżacji.

### Małżeństwa
Dwukrotnie wychodziła za mąż i tyle samo razy małżonkowie się rozstawali. Jej drugim mężem był Nelson Harris, któremu poświęciła utwór Len Sirrah (jego nazwisko pisane wspak). Zmarł kilka lat przed nią.

## Wybrana dyskografia

### Jako liderka lub współliderka
- 1959 Melba Liston and Her ’Bones (MetroJazz)
- 1976 Smile Orange – Original Motion Picture Sound Track (Knuts) – muzyka i aranżacja
- 1993 Volcano Blues – Randy Weston–Melba Liston (Antilles/Verve/Gitanes)

### Jakosidewomani aranżerka
Z Artem Blakeyem and the Jazz Messengers
- 1958 A Night in Tunisia (Vik)
- 1959 Art Blakey Big Band (Bethlehem)
- 1966 Hold On, I’m Coming (Limelight)

Z Betty Carter
- 1958 Out There with Betty Carter (Peacock)
- 1992 I Can’t Help It (GRP)

Z Rayem Charlesem
- 1959 The Genius of Ray Charles (Atlantic))
- 1962 The Ray Charles Story, Vol. 2 (Atlantic)

Z Ellą Fitzgerald
- 1962 Rhythm Is My Business (Verve)

Z Dizzym Gillespiem
- 1956
  - Jazz Recital (Norgran)
  - World Statesman (Norgran)
- 1957
  - Dizzy Gillespie at Newport (Verve)
  - Birks’ Works (Verve)
  - Dizzy in Greece (Verve)

Z Dexterem Gordonem
- 1998
  - Dexter Gordon – 1943–1947 (Classics Records)
  - Dexter Gordon – Volume 3 – Young Dex 1946-1947 – Complete Edition (Masters of Jazz)

Z Quincym Jonesem
- 1959 The Birth of a Band! (Mercury)
- 1961
  - I Dig Dancers (Mercury)
  - Quincy Jones and His Orchestra at Newport '61 (Mercury)
  - The Great Wide World of Quincy Jones – Live! (Mercury)
- 1963
  - The Quintessence (Impulse!)
  - Plays Hip Hits (Mercury)
- 1965
  - I/We Had a Ball (Limelight)
  - Quincy Plays for Pussycats (Mercury)

Z Randym Westonem
- 1958 Little Niles (United Artists Records)
- 1959
  - Destry Rides Again (United Artists)
  - Live at the Five Spot (United Artists)
- 1961 Uhuru Afrika (Roulette Records)
- 1963 Highlife (Colpix Records)
- 1974 Tanjah (Polydor)
- 1992 The Spirits of Our Ancestors (Verve)
- 1997 Earth Birth (Verve)
- 1998 Khepera (Verve)

Zestawienie wg dat wydania płyt